# Tupai
Tupai é um atol nas Ilhas da Sociedade, na Polinésia Francesa. Depende administrativamente da comuna de Bora Bora que se encontra 22 km a sul.
O atol tem a particularidade de ter duas lagoas: a lagoa interior e uma lagoa exterior estreita e fechada por um segundo anel de escolhos. A área total é de 11 km². Só tem alguns habitantes esporádicos quando é altura de recolher copra. Dispõe de um aeródromo privado.
Também se chama Motu Iti, que quer dizer «ilha pequena». Segundo uma lenda local, as almas de caminho para o mundo dos mortos passam por Tupai.
O atol está presentemente desabitado.